# タハール・エル・ハレージ
タハール・エル・ハレージ（Tahar El Khalej、1968年6月16日 - ）は、モロッコの元サッカー選手。元モロッコ代表。ポジションはディフェンダー。

## 来歴
1990年にモロッコ代表デビュー。1994 FIFAワールドカップ、1998 FIFAワールドカップにも出場した。また、アフリカネイションズカップには3大会に出場した。モロッコ代表で12年にわたってプレーし、通算60試合に出場、3得点をあげた。

## 代表歴

### 出場大会
- モロッコ代表
  - 1994 FIFAワールドカップ
  - 1998 FIFAワールドカップ

### 試合数
- 国際Aマッチ 60試合 3得点（1990年-2001年）[1]

| モロッコ代表 | 国際Aマッチ | 国際Aマッチ |
| 年           | 出場        | 得点        |
| ------------ | ----------- | ----------- |
| 1990         | 3           | 0           |
| 1991         | 3           | 0           |
| 1992         | 4           | 1           |
| 1993         | 9           | 1           |
| 1994         | 6           | 1           |
| 1995         | 2           | 0           |
| 1996         | 5           | 0           |
| 1997         | 2           | 0           |
| 1998         | 11          | 0           |
| 1999         | 9           | 0           |
| 2000         | 4           | 0           |
| 2001         | 2           | 0           |
| 通算         | 60          | 3           |